# Duomo di Cirié
Il duomo di San Giovanni Battista, anche chiesa dei Santi Giovanni Battista e Martino, si trova a Cirié ed è un luogo di culto consacrato a san Giovanni Battista e san Martino di Tours.

## Storia e descrizione

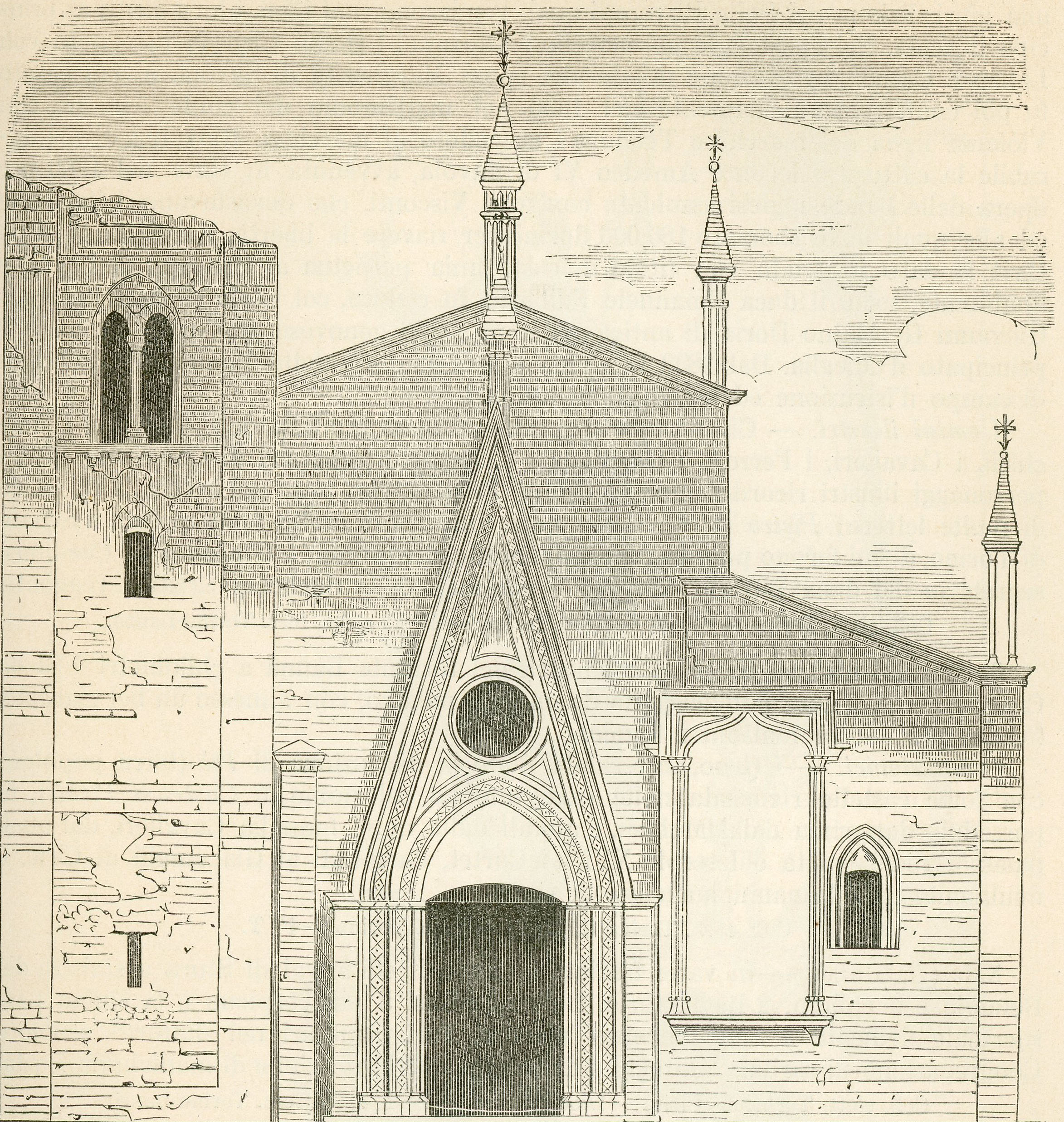
Il duomo nel 1890

Dichiarato monumento nazionale nel 1887, si trova nella centralissima piazza San Giovanni, oggi pedonale. Bellissimo esempio di gotico piemontese, viene realizzato nel corso del XIV secolo. È affiancata da un campanile a quattro piani, la cui sommità si presenta con una guglia centrale e quattro pinnacoli posti negli angoli.
 All'interno della chiesa si trovano alcune opere d'arte di gran pregio, fra cui una pala ovale conosciuta come la Madonna del Popolo, attribuita alla bottega del pittore chivassese Defendente Ferrari e un bel crocefisso in legno di scuola bizantina, databile fra il XII e il XIII secolo. Sopra l'altare maggiore è posto un trittico su legno realizzato nel 1531 da Giuseppe Giovenone da Vercelli. Per esso, racconta Angelo Sismonda nelle sue Notizie storiche di Cirié, il re Carlo Alberto offrì quattromila lire per arricchire la Pinacoteca Reale, ma il comune di Cirié non accettò la proposta.
 All'interno di una cripta (non accessibile al pubblico), che si trova al fondo della navata di destra della chiesa, sono custodite le tombe dei marchesi D'Oria.